# Darıçayalanı, Vezirköprü
Darıçayalanı là một xã thuộc huyện Vezirköprü, tỉnh Samsun, Thổ Nhĩ Kỳ. Dân số thời điểm năm 2010 là 302 người.